# Hölzl Seilbahnbau

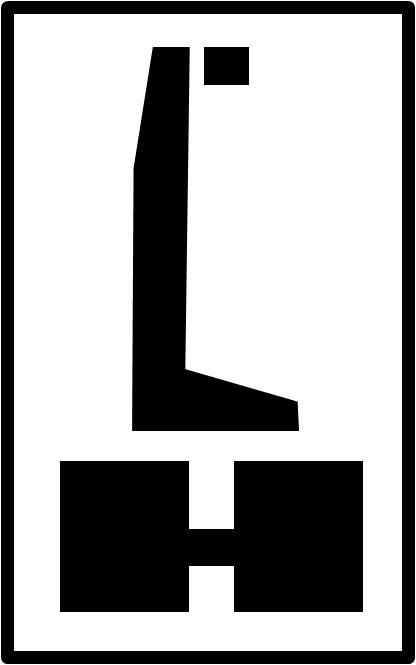
Logo

Hölzl Seilbahnbau war ein kleines Seilbahnbauunternehmen in Südtirol, Italien.

## Geschichte
Das Unternehmen wurde von Karl Hölzl 1980 gegründet, hatte seinen Sitz in Meran und genoss jahrelang im Alpenraum einen guten Ruf für die Planung und den Bau von kleineren Pendelbahnen. In den 1980er Jahren verlegte die Firma ihren Sitz ins nahegelegenen Lana und im gleichen Zeitraum gründete sie zusammen mit dem Vorarlberger Unternehmen Doppelmayr das Tochterunternehmen Agamatic, dessen Ziel die Planung und Produktion von kuppelbaren Sessel- und Gondelbahnen war.
Bedeutend ist die Anmeldung des Funifor-Patents und dessen erste Umsetzung im Jahr 2000 am Stilfser Joch. 2002 fusionierten die drei in Lana ansässigen Unternehmen Hölzl, Agamatic und Doppelmayr zur Doppelmayr Italia, welche die alten Konzepte weiterhin evolutioniert und erfolgreich weiterleben lässt.

## Werke
Einige Seilbahnanlagen, die von Hölzl Seilbahnbau gebaut wurden:
- Funivia di San Marino, in der Republik San Marino
- Kohlerer Bahn (Bozen)
- Seilbahn Jenesien (Bozen)
- Funivia Malcesine (am Gardasee)
- Seilbahn Monteviasco (Curiglia con Monteviasco)
- Funifor Livrio–Trincerone (am Stilfser Joch)
- Ascensore Colombo 92 (im Hafen von Genua)
- La Villa–Piz La Villa (heute durch Gondelbahn ersetzt)
- Helmbahn (Sexten)
- Zugspitz-Gletscherbahn
- Hochalmbahn (Garmisch-Partenkirchen)
- Laghi Cime Bianche–Plateau Rosà (Cervinia)
- Campitello–Col Rodella
- Pordoijoch–Sass Pordoi
- Trient–Sardagna
- Mühlbach–Meransen (Meransner Bahn)
- Nebelhornbahn (Oberstdorf)
- Tegelbergbahn
- Herzogstandbahn
- Saltaus–Prenn (Hirzerseilbahn)
- Prenn–Klammeben (Hirzerseilbahn)
- Dorf Tirol–Hochmut (Hochmuterbahn)
- Velika Planina, Slowenien
- Verdins-Tall (heute durch neue Pendelbahn ersetzt)